# ماسه‌سنگ
ماسه‌سنگ یا سنگ ماسه (به انگلیسی: Sandstone) نوعی سنگ رسوبی است که در تمامی دوران‌های زمین‌شناسی تشکیل آن ادامه یافته و عمدتاً از ذرات گرد ماسه و کانی‌های مختلف تشکیل شده و رنگ‌های متنوعی دارد. این سنگ در دریاهای کم‌عمق، خورها و دلتاها، در امتداد سواحل، در بیابان‌های گرم تشکیل شده‌است و موادی چون رس‌ها و اکسید سیلیسیم در سیمانی کردن ذرات آن به یکدیگر نقش داشته‌اند. ماسه سنگ نوعی صخره است که در زمان‌های قدیم کاربرد زیادی داشته‌است

## ماسه سنگ‌ها
ته نشست‌های ماسه‌ای را که به یکدیگر به کمک کربنات کلسیم، سیلیس، اکسید آهن و دولومیت به یکدیگر چسبیده‌اند، به ترتیب ماسه سنگ آهکی، سیلیسی، اکسید آهن و دولومیتی می‌نامند. بر اساس طبیعت ماسه رسوبی اولیه، ماسه سنگ‌ها ممکن است دارای بافت نرم یا خشن باشند. از نظر رنگ بر اساس ماده چسبنده طیفی از رنگ، سفید، نخودی و خاکستری تا قهوه‌ای و قرمز را در بر می‌گیرند. عموماً در برابر یخ بندان مقاومند. سطح نهایی آن‌ها به صورت چکشی، کلنگی و تیشه‌ای قابل مصرف است و برای نصب آن‌ها از ابزار غیر آهنی استفاده می‌شود.

### ماسه سنگ آهکی
این نوع ماسه سنگ‌ها در محیط‌های اسیدی مقاوم نیستند. این شرایط کربنات کلسیم موجود در آن‌ها را تحلیل برده و سنگ متلاشی می‌شود. کلسیت خالص سفید است بنابراین ماسه سنگ آهکی نیز سفید است

### ماسه سنگ سیلیسی
ماسه سنگ‌ها اغلب از دانه‌های سیلیسی که به کمک نمک‌های سیلیسی به یکدیگر چسبیده‌اند تشکیل شده‌اند؛ بنابراین بسیار مقاومند و در محیط‌های اسیدی نیز پایدارند. این نوع ماسه سنگ‌ها بیشتر خاکستری رنگند.

### ماسه سنگ اکسید آهن
این نوع ماسه سنگ که به کمک اکسیدهای آهن متراکم شده‌اند به رنگ‌های قهوه‌ای تا قرمز یافت می‌شوند و اغلب با دوامند.

### ماسه سنگ دولومیتی
ماسه سنگ‌های دولومیتی که با کربنات منیزیم و کلسیم به هم چسبیده‌اند در محیط شهری چندان مقاوم نیستند. این نوع سنگ‌ها نخودی رنگ اند.

## سنگ سنداستون
سنگ سنداستون یا همان ماسه سنگ، سنگ‌های رسوبی بسیار شایع و شاید بهترین و شناخته شده‌ترین سنگ‌های رسوبی است. این سنگ‌ها در محیط‌های مختلف که آب وجود داشته‌است تشکیل یافته‌است. همان‌طور که از نام آن پیدا است، ماسه سنگ از ماسه تشکیل شده‌است و هر چه قدر دانه‌های این ماسه سنگ‌ها ریزتر باشد به صورت سنداستون و هر چه قدر دانه‌های آن درشت تر باشد سنگ کنگلومرا تشکیل می‌گردیده‌است. رسوبات ماسه سنگ بافت بسیار زیبا و طبیعی به این سنگ بخشیده‌است و بخشی از محیط زیست طبیعی را به نمایش می‌گذارد.
سنگ رسوبی است که دارای درصد کمی رس می‌باشد. این سنگ جذب آب بیشتری دارد و مقاومت کمتری نسبت به مرمریت‌ها دارد. مصرف این سنگ در پله‌ها و کف راهروها و سرویس‌ها مناسب نیست. این سنگ به رنگ کرم و سفید دیده می‌شود و تنوع رنگی ندارد. به علت وجود کانیهای رسی قابلیت صیقل‌پذیری این سنگ ضعیف است و در هنگام فرآوری، اکثراً سطح آن تیشه‌ای می‌شود. از نقاط قوت این سنگ، رنگ کرم روشن آن می‌باشد ولی از نقاط ضعف آن می‌توان به جذب آب بالای آن اشاره کرد که باعث فرسودگی سریعتر این سنگ می‌شود. همچنین به علت اینکه سختی کمی دارد در مکانهای پرتردد و در پله‌ها، کاربرد مناسبی ندارد.